# Arvicanthis nairobae
Arvicanthis nairobae är en däggdjursart som beskrevs av J. A. Allen 1909. Arvicanthis nairobae ingår i släktet gräsråttor, och familjen råttdjur. IUCN kategoriserar arten globalt som livskraftig. Inga underarter finns listade i Catalogue of Life.
Vuxna exemplar är 118 till 167 mm långa (huvud och bål), har en 94 till 129 mm lång svans och väger 51 till 135 g. Den kastanjebruna pälsen på ovansidan har några ljusare ställen vad som ger ett spräckligt utseende. På undersidan är pälsen tanfärgad och mjukare. Artens öron ligger tät intill huvudet. I framtänderna förekommer inga rännor.
Detta råttdjur förekommer i Kenya och norra Tanzania. I bergstrakter når arten 2000 meter över havet. Habitatet utgörs främst av savanner och dessutom uppsöks jordbruksmark och människans boplatser.
Arvicanthis nairobae är dagaktiv och den kan springa under dagens hetaste timmar. Den skapar stigar genom att trampa ner växtligheten. Födan utgörs antagligen som hos andra släktmedlemmar av blad och frön från gräs, av andra växtdelar och av några leddjur. Fortplantningen sker främst under regntiden men några honor hade kullar under andra månader. I samband med en studie under året 1981 undersöktes gräsråttor som troligtvis tillhörde Arvicanthis nairobae. Honorna hade 2 till 12 ungar per kull. Denna gnagare faller offer för manguster, viverrider och ormar.